# Sinokannemeyeria
Sinokannemeyeria – rodzaj dużego dicynodonta z długim pyskiem i z dwoma kłami skierowanymi ku dołowi, które wyrastały ze zgrubiałych kości szczękowych. Pozostałe zęby zostały zastąpione przez rogowy dziób. Miejsce przyczepu mięśni znajdujące się z tyłu czaszki było dość małe, co sugeruje, że w odróżnieniu od innych dicynodontów Sinokannemeyeria nie miała potężnych mięśni szczęk do ścinania roślin. Większość dicynodontów rozdrabniało pokarm, suwając swe dolne szczęki do przodu i z powrotem do tyłu. Sinokannemeyeria rozdzierała materiał roślinny tylko w przedniej części pyska.
Sinokannemeyeria i inne Kannemeyeriidae pochodzą od zwierząt podobnych do Lystrosaurus. Dicynodont ten żył w środkowym triasie, ok. 240 milionów lat temu na obszarze dzisiejszych Chin. Osiągając 3 metry długości była jednym z największych roślinożerców swoich czasów. Znamy trzy gatunki tego rodzaju: Sinokannemeyeria pearsoni, S. yingchiaoensis i S. sanchuanheensis. Wszystkie pochodzą z górnych warstw formacji Ermaying, datowanych na późny Anizyk i wczesny Ladyn lub według innych danych na środkowy Anizyk.